# Ada (Banja Luka)
Ada este o suburbie în estul orașului Banja Luka. Este situat pe malul drept râului Vrbas.

## Populație
La recensământul din 1991 populația era de 3.758, cu următoarea compoziție etnică:
- sârbi: 2.405
- musulmani: 517
- iugoslavi: 252
- croați: 159
- altri: 425 